# Atlantic Fleet
Atlantic Fleet (deutsch Atlantikflotte) war die Bezeichnung für einen Flottenverband der britischen Royal Navy.
In der Geschichte der Royal Navy wurden zweimal Teilverbände zur Atlantic Fleet formiert. 1909 wurde die Atlantic Fleet im Zuge von Restrukturierungsmaßnahmen der Royal Navy erstmals aufgestellt. Das rapide Anwachsen der Kaiserlichen Deutschen Marine zwang die Royal Navy bereits kurz vor dem Ausbruch des Ersten Weltkriegs 1914, die Flotte erneut zu restrukturieren. So wurde die Atlantic Fleet schließlich mit der Home Fleet vereinigt und in Grand Fleet umbenannt.
Nach dem Ende des Ersten Weltkrieges wurde die britische Flotte abermals umstrukturiert, nachdem das Deutsche Kaiserreich besiegt und seine Hochseeflotte damit als möglicher Gegner in der Nordsee nicht mehr präsent war. Im Zuge dieser Maßnahmen wurde die Atlantic Fleet wieder formiert, um dadurch auch die neuen politischen und ökonomischen Gegebenheiten in Europa aus Sicht Großbritanniens auf See besser zu vertreten.
Nach der Beendigung der Invergordon-Meuterei vom 15. bis zum 16. September 1931, die auf einigen Schiffen der Atlantic Fleet ausgebrochen war, wurde 1932 beschlossen, die Atlantic Fleet wieder in Home Fleet zurückzubenennen, um den Makel der Meuterei bei der Atlantic Fleet loszuwerden.

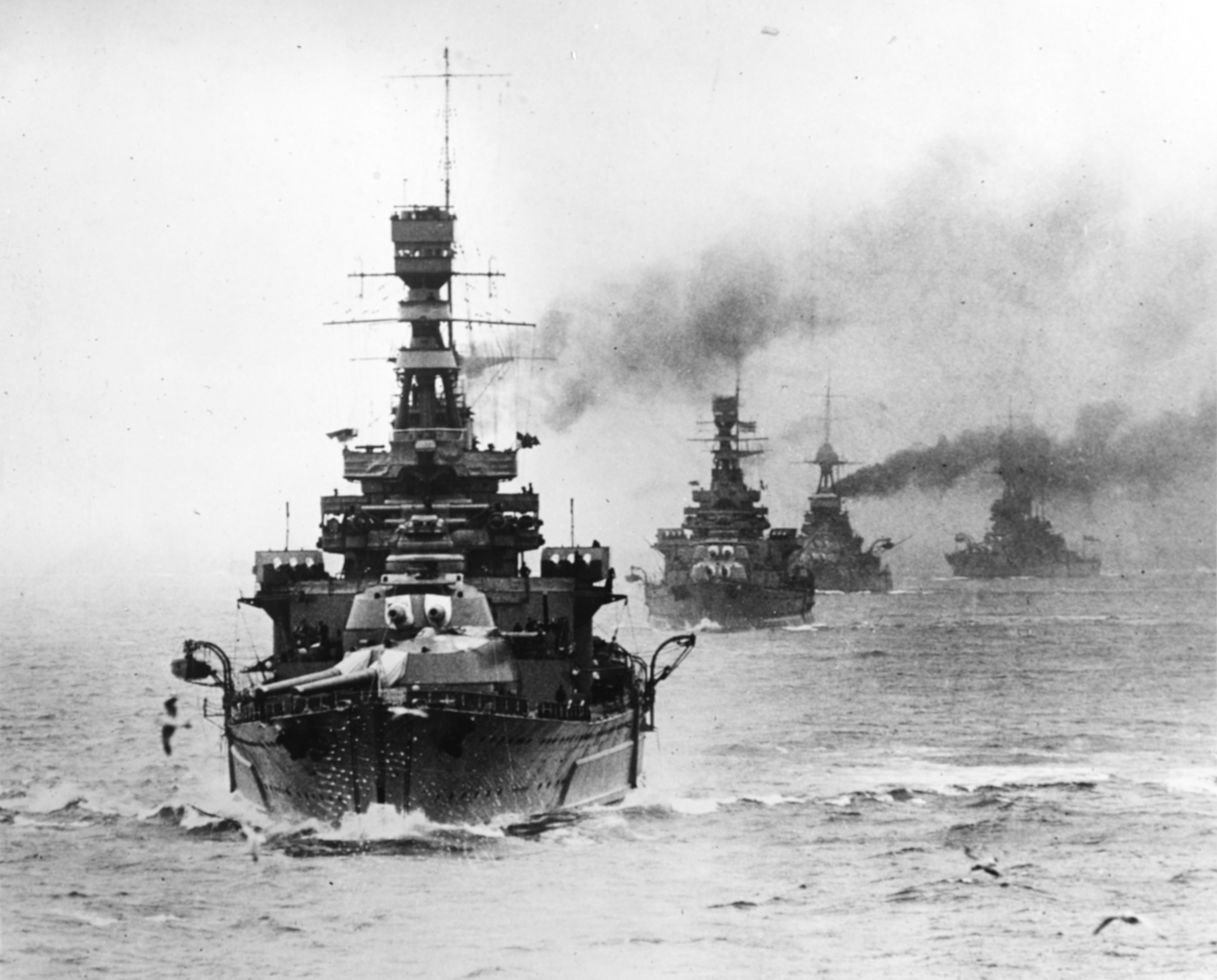
Der britische Schlachtkreuzer Repulse, gefolgt von seinem Schwesterschiff Renown im Verband der Atlantic Fleet in den 1920er-Jahren